# 고금초등학교 덕동분교
고금초등학교 덕동분교는 대한민국 전라남도 완도군 고금면 고금동로 571(덕동리 351)에 있었던 초등학교 분교이다.

## 연혁
- 일자미상 덕동공립보통학교 설립 인가
- 1937년 7월 23일 덕동공립보통학교 개교
- 1938년 4월 1일 덕동공립심상소학교 개편
- 1941년 4월 1일 덕동공립국민학교 개편
- 일자미상 덕동국민학교 개편
- 일자미상 덕동국민학교 덕도분교 설립 인가
- 1959년 4월 1일 덕도분교장 개교
- 일자미상 덕동국민학교 초도분교 설립 인가
- 1960년 4월 1일 초도분교장 개교
- 1967년 4월 1일 덕동국민학교 도서벽지학교 '병'급 지정, 초도분교 도서벽지학교 '을'급 지정
- 1973년 3월 1일 덕도분교 도서벽지학교 '을'급 지정
- 1986년 1월 1일 덕동국민학교 도서벽지학교 '다'급 조정, 덕도분교·초도분교 도서벽지학교 '나'급 조정
- 1991년 6월 19일 초도분교장 폐교 및 고금국민학교 통폐합
- 1996년 3월 1일 덕동초등학교 개편
- 1997년 3월 1일 덕도분교장 폐교 및 고금초등학교 통폐합
- 2000년 3월 1일 고금초등학교 분교장 격하 편입
- 2002년 3월 1일 폐교 및 고금초등학교 통폐합